# Шамполеон
Шамполео́н (фр. Champoléon, окс. Champolion) — коммуна во Франции, находится в регионе Прованс — Альпы — Лазурный Берег. Департамент коммуны — Верхние Альпы. Входит в состав кантона Орсьер. Округ коммуны — Гап.
Код INSEE коммуны — 05032.

## Население
Население коммуны на 2008 год составляло 125 человек.
| 1962 | 1968 | 1975 | 1982 | 1990 | 1999 | 2008 |
| ---- | ---- | ---- | ---- | ---- | ---- | ---- |
| 77   | 135  | 110  | 116  | 102  | 113  | 125  |

## Экономика
В 2007 году среди 78 человек в трудоспособном возрасте (15—64 лет) 60 были экономически активными, 18 — неактивными (показатель активности — 76,9 %, в 1999 году было 68,0 %). Из 60 активных работали 58 человек (33 мужчины и 25 женщин), безработных было 2 (1 мужчина и 1 женщина). Среди 18 неактивных 4 человека были учениками или студентами, 9 — пенсионерами, 5 были неактивными по другим причинам.

## Достопримечательности
- Пастуший дом.
- Горные часовни.
- Озёра Крюпийуз.
- Долина Шамполеон пользуется популярностью у туристов, находится в окружении многочисленных пиков, высота которых превышает 3000 м.

## Фотогалерея

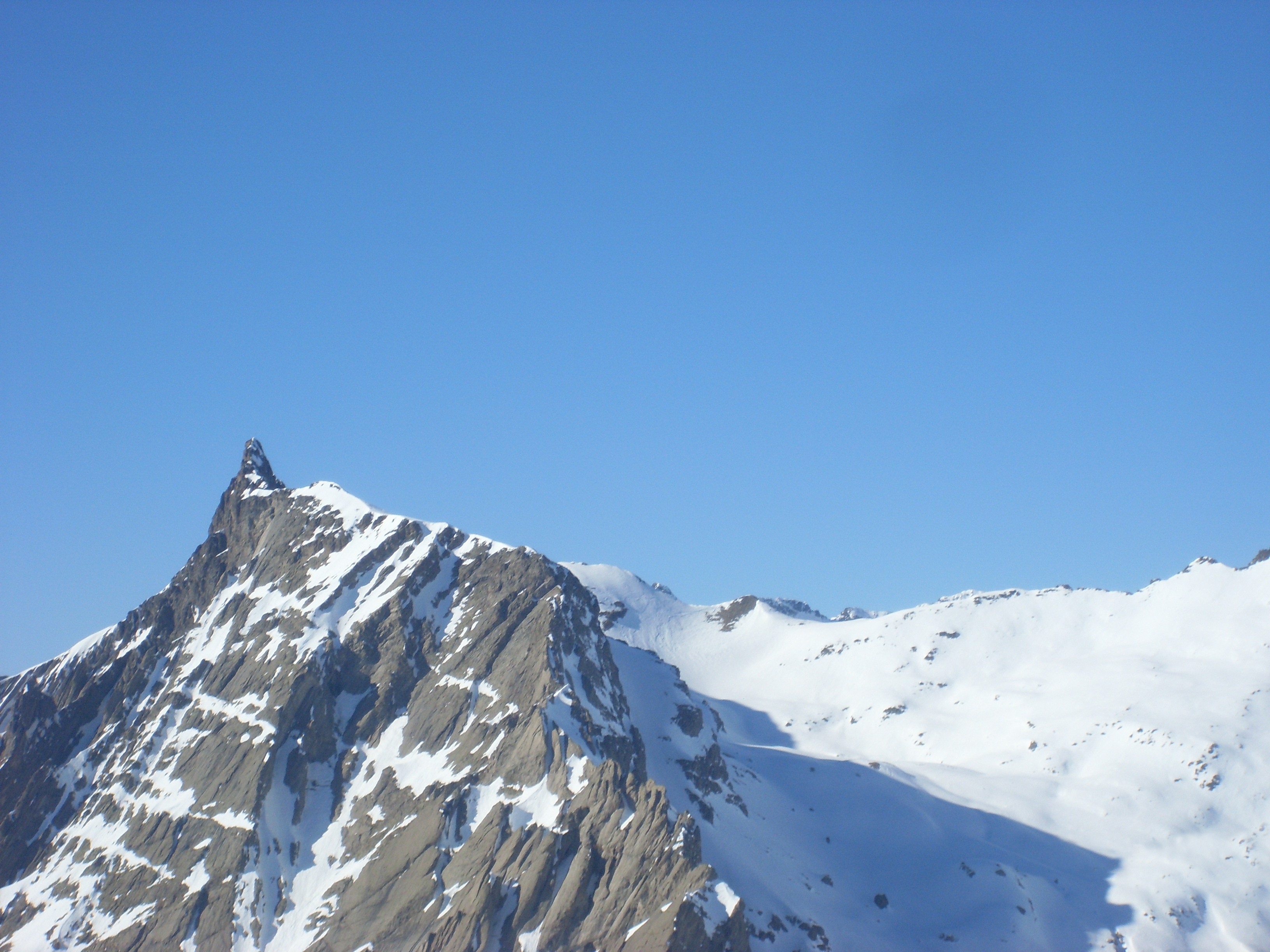
Пик Седера
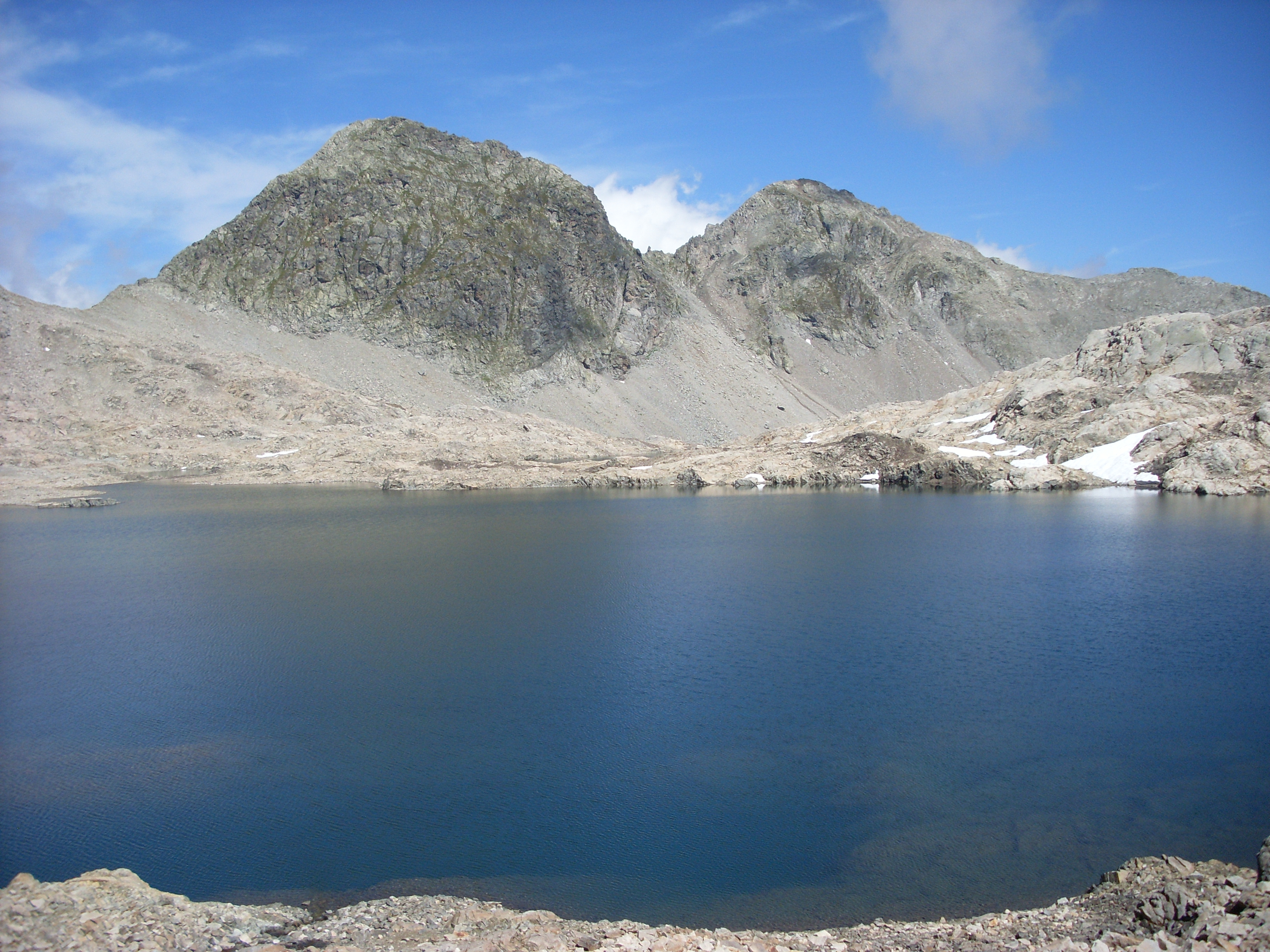
Озеро Крюпийуз
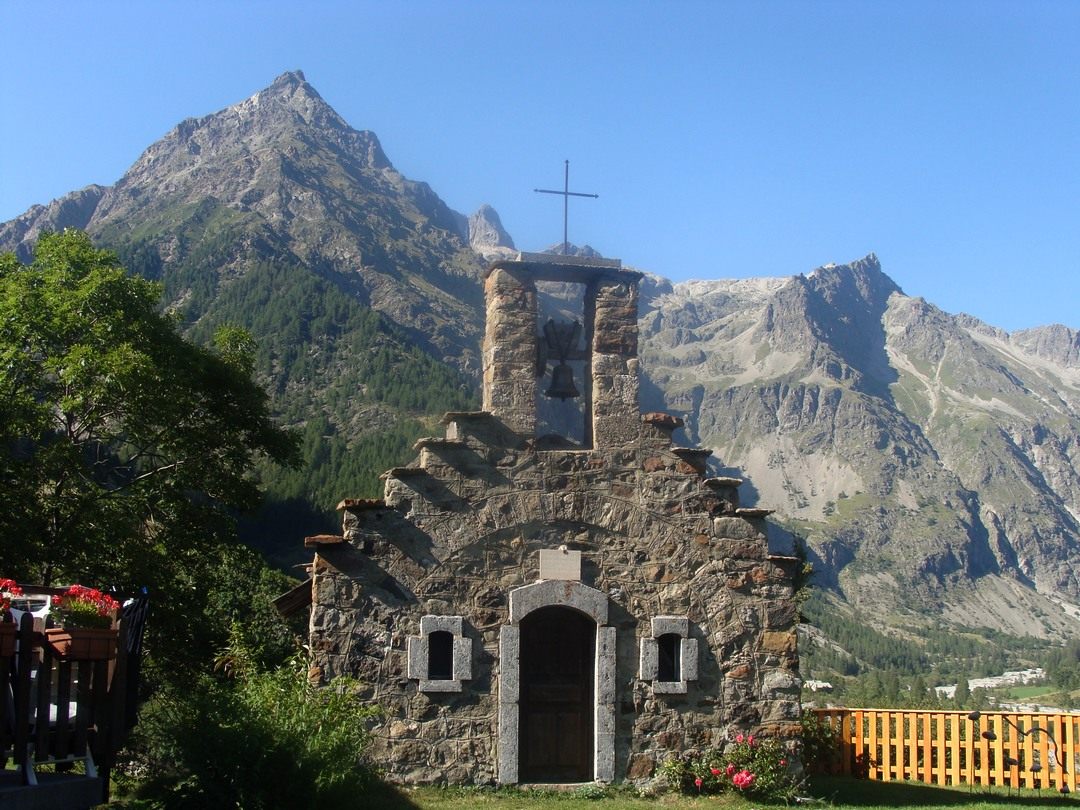
Часовня Фермон
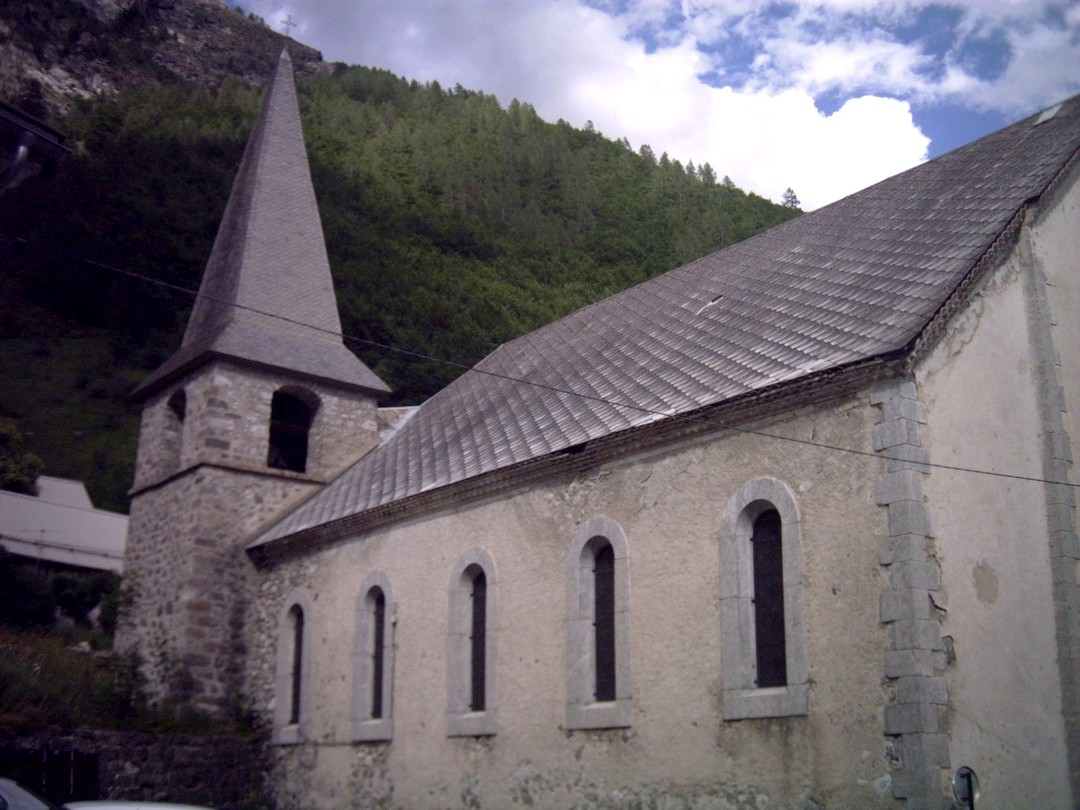
Церковь Сен-Венсан